# Isidor af Sevilla
Isidor af Sevilla eller Isidorus Hispalensis (spansk San Isidoro de Sevilla; født ca. 560, død 4. april 636) var biskop i Sevilla i mere end tre årtier, forfatter og kirkelærer. Han var en af de fremmeste lærde i den tidlige middelalder. Al senere historieskrivning om Hispania (det nuværende Portugal og Spanien) er baseret på hans skrifter. Han var meget respekteret i den katolske kirke og blev kanoniseret i 1598.
Isodor blev efter sin broder Leander i 600 eller 601 biskop i Sevilla, hvor han grundlagde en klosterskole. Han var en from og uhyre lærd mand og går som "den største excerpist og kompendiator, der måske nogen sinde har levet". Ved sit kompilationsarbejde reddede han en del af oldtidens viden for middelalderen, hvis lærer han længe var.
Ved sin Allegoriæ quædam sacræ scripturæ, hvori den allegoriske betydning af de bibelske personer angives og ved Liber numerorum qui in sanctis scripturis occurrunt, hvori tallenes mystiske betydning forklares, fik han betydning for middelalderens
kunst og littitteratur. I hans historiske skrift Historia Gotorum, Vandalorum et Suevorum, Liber de scriptoribus ecclesiasticis
mærkes allerede en spansk nationalfølelse, skønt han var af romersk herkomst. Hans hovedværker er Sententiæ med dogmatisk, etisk og kirkeretsligt indhold, der nærmest er uddrag af Augustin og Gregor den Store, samt De officiis ecclesiasticis (om de kirkelige handlinger).
Hans sidste (ufuldførte) arbejde var Etymologiae (Origines), et af den tidlige middelalders ældste forsøg på en encyklopædi, en ukritisk kompilation af ældre specialforfattere. Den er påviselig i adskillige århundreder som hele den occidentalske kristenheds skatkammer for al verdslige og kristelige viden, og var meget brugt i klosterskolerne.